# Lyckeby BTK
Lyckeby BTK är en bordtennisklubb från Lyckeby i Karlskrona i Sverige. Föreningen bildades den 16 december 1946, då under namnet Lösens BTK, av Arne Karlsson. 1955 döptes klubben om till Lyckeby BTK. Säsongerna 1993/1994 och 1996/1997 blev klubbens damer svenska lagmästarinnor.

### Fotnoter
1. ↑  ”Alla segrare”. Svenska Bordtennisförbundet. Arkiverad från originalet den 11 maj 2016. https://web.archive.org/web/20160511043843/http://www.svenskbordtennis.com/ResultatStatistik/Nationellt/SM/Allasegrare1925-2016/. Läst 15 februari 2015.